# Мыло (телесериал)
«Мыло» (англ. Soap) — американский комедийный телесериал, транслировавшийся на канале ABC с 13 сентября 1977 года по 20 апреля 1981 года.
Шоу, созданное Сьюзан Харрис, представляло собой пародию на мыльные оперы и включало в себя элементы мелодрамы, в том числе похищения героев инопланетянами, одержимости демонами, убийства и похищения людей. В 2007 году журнал Time назвал сериал «Одним из ста лучших телешоу всех времен».
Спустя годы после завершения, сериал часто называют одним из лучших шоу в истории телевидения. В общей сложности проект семнадцать раз выдвигался на премию «Эмми», выиграв четыре награды. Кэтрин Хелмонд в 1981 году выиграла премию «Золотой глобус» за свою работу в сериале, а сам проект также номинировался на премию.
Ещё до своей премьеры сериал вызвал споры со стороны местных станций-партнеров ABC, которые отказывались транслировать шоу о сексе, неверности и гомосексуализме. Римско-католическая церковь Лос-Анджелеса осудила сериал и призывала зрителей бойкотировать его, а также ряд других религиозных фанатиков называли шоу непристойным и не заслуживающим выходить в блоке с двумя самыми рейтинговыми семейными шоу семидесятых «Счастливые дни» и «Лаверна и Ширли». В конечном счете тридцать две тысячи жителей страны подписали петицию для снятия по премьеры шоу, однако канал все же показал его. В дополнение к религиозным протестам ABC столкнулись с критикой со стороны Национальной рабочей группе по проблемам геев и лесбиянок, которые были недовольны изображением персонажа-гея в шоу, одного из первых ЛГБТ-героев на телевидении Вследствие этого ABC пришлось сократить стоимость тридцати секунд рекламного времени с 75 тыс. до 40 , а 18 из 195 местных станций-партнеров не стали показывать премьеру сериала 13 сентября 1977 года.